# چاه انجیر (حاجی‌آباد)
چاه انجیر (حاجی‌آباد)، روستایی از توابع بخش مرکزی شهرستان حاجی‌آباد در استان هرمزگان ایران است.

## جمعیت
این روستا در دهستان درآگاه قرار دارد و براساس سرشماری مرکز آمار ایران در سال ۱۳۸۵، جمعیت آن زیر سه خانوار بوده‌است.